# Доротея София фон Шлезвиг-Холщайн-Зондербург-Глюксбург
Доротея София фон Шлезвиг-Холщайн-Зондербург-Глюксбург (на немски: Dorothea Sophie von Schleswig-Holstein-Sonderburg-Glücksburg; * 28 септември 1636, Глюксбург; † 6 август 1689, Карлсбад) от Дом Олденбург, е принцеса от Шлезвиг-Холщайн-Зондербург-Глюксбург и чрез женитби херцогиня на Брауншвайг-Люнебург, княгиня на Каленберг и курфюрстиня на Бранденбург.

## Живот
Дъщеря е на херцог Филип фон Шлезвиг-Холщайн-Зондербург-Глюксбург (1584 – 1663) и съпругата му – принцеса София Хедвига фон Саксония-Лауенбург (1601 – 1660), която е дъщеря на херцог Франц II фон Захсен-Лауенбург.
Доротея се омъжва на 9 октомври 1653 г. за херцог Кристиан Лудвиг фон Брауншвайг-Люнебург (1622 – 1665) от род Велфи. Бракът е бездетен. Кристиан Лудвиг умира на 15 март 1665 г. и тя се оттегля в двореца Херцберг в Херцберг ам Харц.
Доротея се омъжва втори път на 14 юни 1668 г. в двореца Грьонинген при Халберщат за курфюрст Фридрих Вилхелм фон Бранденбург (1620 – 1688), херцог на Прусия от род Хоенцолерн. Тя е втората му съпруга. Фридрих Вилхелм умира на 18 юни 1688 г.
Доротея умира на 6 август 1689 г. и е погребана в гробницата на Хоенцолерните в Берлинската катедрала. На нея е кръстен Доротеенщат, историческият квартал на Берлин.

## Деца
От Фридрих Вилхелм фон Бранденбург има децата:
- Филип Вилхелм (* 19 май 1669, † 19 декември 1711), маркграф на Бранденбург-Шведт, щатхалтер на херцогство Магдебург, женен 1699 г. за принцеса Йохана Шарлота фон Анхалт-Десау (1682 – 1750)
- Мария Амалия (* 26 ноември 1670, † 17 ноември 1739), омъжена 1687 г. за наследствен принц Карл от Мекленбург (1664 – 1688), и 1689 г. за херцог Мориц Вилхелм фон Саксония-Цайц (1664 – 1718)
- Албрехт Фридрих (* 24 януари 1672, † 21 юни 1731), маркграф на Бранденбург-Шведт, херенмайстер на Йоантския орден в Зоненбург, женен 1703 г. за принцеса Мария Доротея от Курландия (1684 – 1743)
- Карл Филип (* 5 януари 1673, † 23 юли 1695), маркграф на Бранденбург-Шведт, женен 1695 г. за Катарина ди Балбиано (1670 – 1719)
- Елизабет София (* 5 април 1674, † 22 ноември 1748), омъжена I) 1691 г. за Фридрих Казимир (1650 – 1698), херцог на Курландия, II) 1703 Кристиан Ернст (1644 – 1712), маркграф на Бранденбург-Байройт, ∞ III) 1714 Ернст Лудвиг (1672 – 1724), херцог на Саксония-Майнинген
- Доротея (* 6 юни 1675, † 11 септември 1676)
- Кристиан Лудвиг (* 24 май 1677, † 3 септември 1734), маркграф на Бранденбург-Шведт, администратор на Халберщат